# Yasemin (film)
Yasemin è un film del 1988 diretto da Hark Bohm.

## Trama
Germania dell'ovest, 1988. Yasemin e Jan sono nello stesso club di judo. Yasemin è una giovane e moderna donna turca, Jan è un donnaiolo vecchio stile  quando i suoi amici scommettono sul fatto che lui non può avere Yasemin, lui accoglie questa sfida a braccia aperte. Gioca i suoi migliori stratagemmi con Yasemin, la quale è portata a credere che egli non sia un macho, ma un ragazzo davvero moderno. In questo modo lei suona le corde del suo cuore. Lui si vergogna di essersi approcciato a lei solo per impressionare i suoi amici. Sfortunatamente questa verità alla fine le viene rivelata, e quando accade, lui è costernato per io danno che ha causato. Tuttavia, dal momento che questo è un film romantico, un lieto fine è inevitabile dopotutto.